# Dawood Ali
Dawood Ali nome completo Dawood Ali Shanbih Jassem Mohammad Al Balooshi (Dubai, 19 dicembre 1983) è un calciatore emiratino, centrocampista dell'Hatta Club.

## Palmarès

### Club

#### Competizioni internazionali
- Coppa dei Campioni del Golfo: 2

Al Shabab: 2011, 2015